# Azmina Dhrodia
Azmina Dhrodia (1985) é uma especialista canadense em gênero, tecnologia e direitos humanos. Ela liderou essas questões na World Wide Web Foundation. Ela trabalhou para a Anistia Internacional e o Block Party. Em 2021, foi reconhecida como uma das 100 mulheres mais inspiradoras do mundo pela BBC.

## Vida
Azmina Dhrodia nasceu no Canadá, em 1985. Sua primeira graduação foi em Ciência Política na Universidade da Colúmbia Britânica. Ela foi para a London School of Economics para fazer seu mestrado.
Ela trabalhou para a Anistia Internacional de 2010 a 2018; onde, em 2018, foi pesquisadora em Tecnologia e Direitos Humanos.
Ela escreveu para o HuffPost quando conseguiu citar outras mulheres importantes, incluindo Laura Bates, Miski Noor, Nosheen Iqbal, Imani Gandy, Zoe Quinn, Jessica Valenti, Diane Abbott e Nicola Sturgeon. O artigo era intitulado “O que as mulheres querem que o Twitter saiba sobre o abuso online” e incentivava os leitores a entrar em contato com Jack Dorsey, do Twitter, que acabara de escrever que queria “apoiar as mulheres ao redor do mundo para que suas vozes fossem ouvidas”. Ela escreveu "Twitter Tóxico: Violência e Abuso Contra Mulheres Online", um relatório que analisa não apenas o abuso online com base no gênero, mas também em raça e classe.
Em setembro de 2019, ela se juntou ao conselho do Open Rights Group.
Ela trabalhou para a World Wide Foundation desde outubro de 2020. Em julho de 2021, ela organizou 200 mulheres notáveis para apoiar uma carta aberta exigindo ações para acabar com o abuso online. Ela começou a trabalhar para o aplicativo de namoro Bumble, em outubro de 2021, como líder de política de segurança e, em dezembro de 2021, foi reconhecida na lista das 100 mulheres da BBC.